# Próba Perthesa
Próba Perthesa – próba diagnostyczna stosowana w diagnostyce przewlekłej niewydolności żylnej do oceny wydolności żył głębokich, łączących kończyny dolnej.
Próbę wykonuje się następująco: u stojącego badanego, u którego są wypełnione żylaki, zakłada się opaskę uciskową powyżej kolana – w części bliższej uda. Następnie poleca się kilkakrotnie szybko wspiąć się na palce. O drożności żył głębokich i perforatorów świadczy zapadnięcie się żylaków.
Nazwa eponimiczna upamiętnia niemieckiego chirurga Georga Clemensa Perthesa, który ją opisał w 1895 roku.